# ویلیام فالون
ویلیام فالون (انگلیسی: William J. Fallon؛ زادهٔ ۳۰ دسامبر ۱۹۴۴) دریابد خلبان بازنشسته نیروی دریایی ایالات متحده آمریکا است، که در فاصله سال‌های ۲۰۰۷ تا ۲۰۰۸ به‌عنوان نهمین فرمانده سنتکام فعالیت می‌کرد.
فالون فعالیت نظامی را از سال ۱۹۶۷ در نیروی دریایی آمریکا و به‌عنوان خلبان جنگنده آغاز کرد، از ۱۹۹۱ تا ۱۹۹۵ فرماندهی ناوگروه هواپیمابر نبرد را برعهده داشت و از ۱۹۹۷ تا ۲۰۰۰ فرمانده ناوگان دوم نیروی دریایی آمریکا بود.
وی از ۲۰۰۰ تا ۲۰۰۳ به‌عنوان جانشین فرمانده عملیات نیروی دریایی آمریکا فعالیت می‌کرد، از ۲۰۰۳ تا ۲۰۰۵ فرماندهی نیروهای ناوگان ایالات متحده آمریکا را برعهده داشت و از ۲۰۰۵ تا ۲۰۰۷ فرماندهی اقیانوس هند-آرام ایالات متحده آمریکا بود. او در جنگ ویتنام، جنگ خلیج فارس و جنگ عراق حضور داشت و در سال ۲۰۰۸ پس از ۴۱ سال خدمت، از نیروهای مسلح آمریکا بازنشسته شد.